# Delmira Agustini

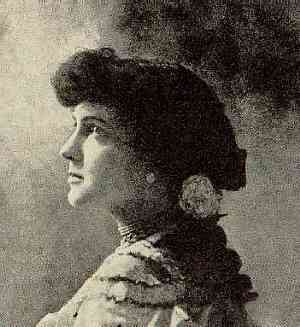
Delmira Agustini

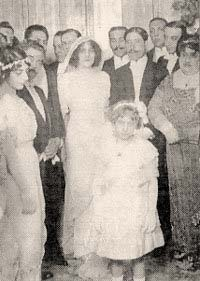
Hochzeit Agustinis mit Enrique Job Reyes

Delmira Agustini (* 24. Oktober 1886 in Montevideo; † 6. Juli 1914 ebenda) war eine uruguayische Dichterin. Sie ist eine der größten lateinamerikanischen Dichterinnen des frühen 20. Jahrhunderts.

## Leben
Geboren in Montevideo als Tochter einer dem gehobenen montevideanischen Bürgertum angehörenden Familie deutscher, französischer und argentinischer Abstammung bzw. nach anderen Quellen italienischer Herkunft, wurde schnell klar, dass sie ein äußerst begabtes Kind war. Sie fing mit zehn Jahren an, Gedichte zu schreiben, nebenbei lernte sie noch Französisch, Musik und Malerei. Ihr erstes Buch war El libro blanco, das sie 1907 veröffentlichte. Drei Jahre später folgte Cantos de la mañana. Manche ihrer Werke wurden auch in der Zeitschrift Apolo veröffentlicht.
Agustini heiratete am 14. August 1913 Enrique Job Reyes, verließ ihn aber schon zwei Monate später und ließ sich am 5. Juni 1914 von ihm scheiden. Einen Monat später tötete Reyes Agustini mit zwei Schüssen in den Kopf und beging danach Selbstmord.
Hauptthemen ihrer Lyrik sind Erotik und Tod, über die sie ungewöhnlich freimütig schrieb; die Verse sind gekennzeichnet durch außergewöhnliche und reiche Metaphorik.
Eros, der Gott der Liebe, symbolisiert für sie Erotik und war eine Inspiration für Agustini. Er kommt häufig in ihren Gedichten vor. Sie widmete ihm sogar ihr drittes Buch Los cálices vacíos.

## Werke
- El libro blanco. 1907.
- Cantos de la mañana. 1910.
- Los cálices vacíos. 1913.
- El rosario de Eros. 1924, postum.
- Los astros del abismo. 1924, postum.
- Correspondencia íntima. 1969, postum.
- Poesías completas. 1971.
- Delmira Agustini, Antología. 1986.

## Gedichte auf Deutsch
- Erna Pfeiffer (Hrsg.): AMORica Latina. Mein Kontinent – mein Körper. Erotische Texte lateinamerikanischer Autorinnen. Wien: Wiener Frauenverlag 1991. ISBN 3-900399-50-6